# Mount Elbert
Mount Elbert je s nadmořskou výškou 4 401 m nejvyšší hora Skalnatých hor, pohoří Sawatch Range a státu Colorado.
Je také druhou nejvyšší horou Spojených států bez Aljašky po kalifornském Mount Whitney (4 421 m). Celkově je tedy 14. nejvyšší horou USA. Leží ve středním Coloradu, v okrese Lake County, v San Isabel National Forest, přibližně 16 km jihozápadně od města Leadville.

## Výstup
Na vrchol vedou tři výstupové cesty, všechny s převýšením přes 1 200 m. Standardní cesta stoupá z východu, od dálkové cesty Colorado Trail. Naopak nejobtížnější cesta je tzv. Black Cloud Trail (Cesta černého mraku), která překonává 1 600 výškových metrů a zabere 10 až 14 hodin.

## Fotogalerie

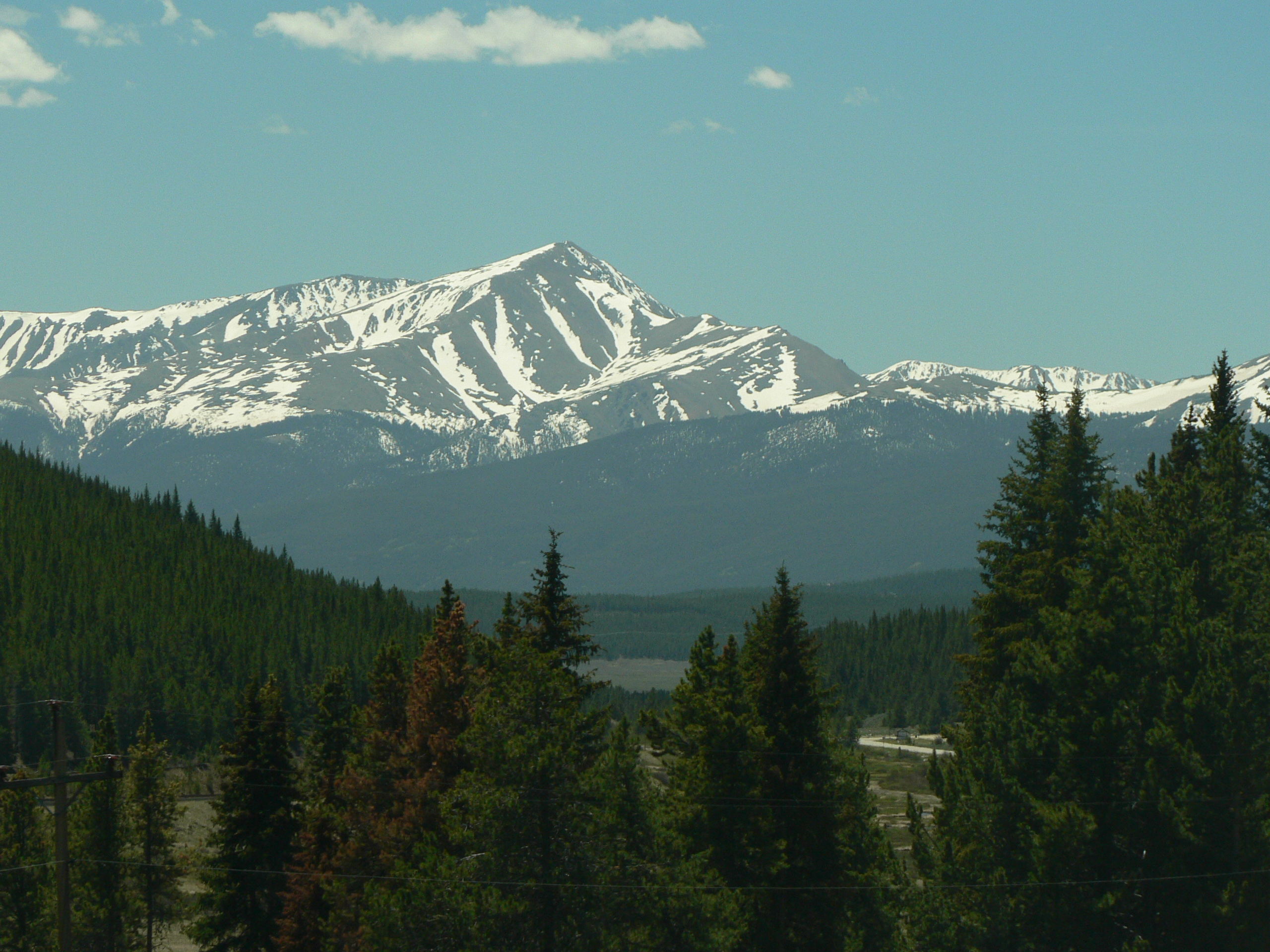
Mount Elbert v červnu 2006
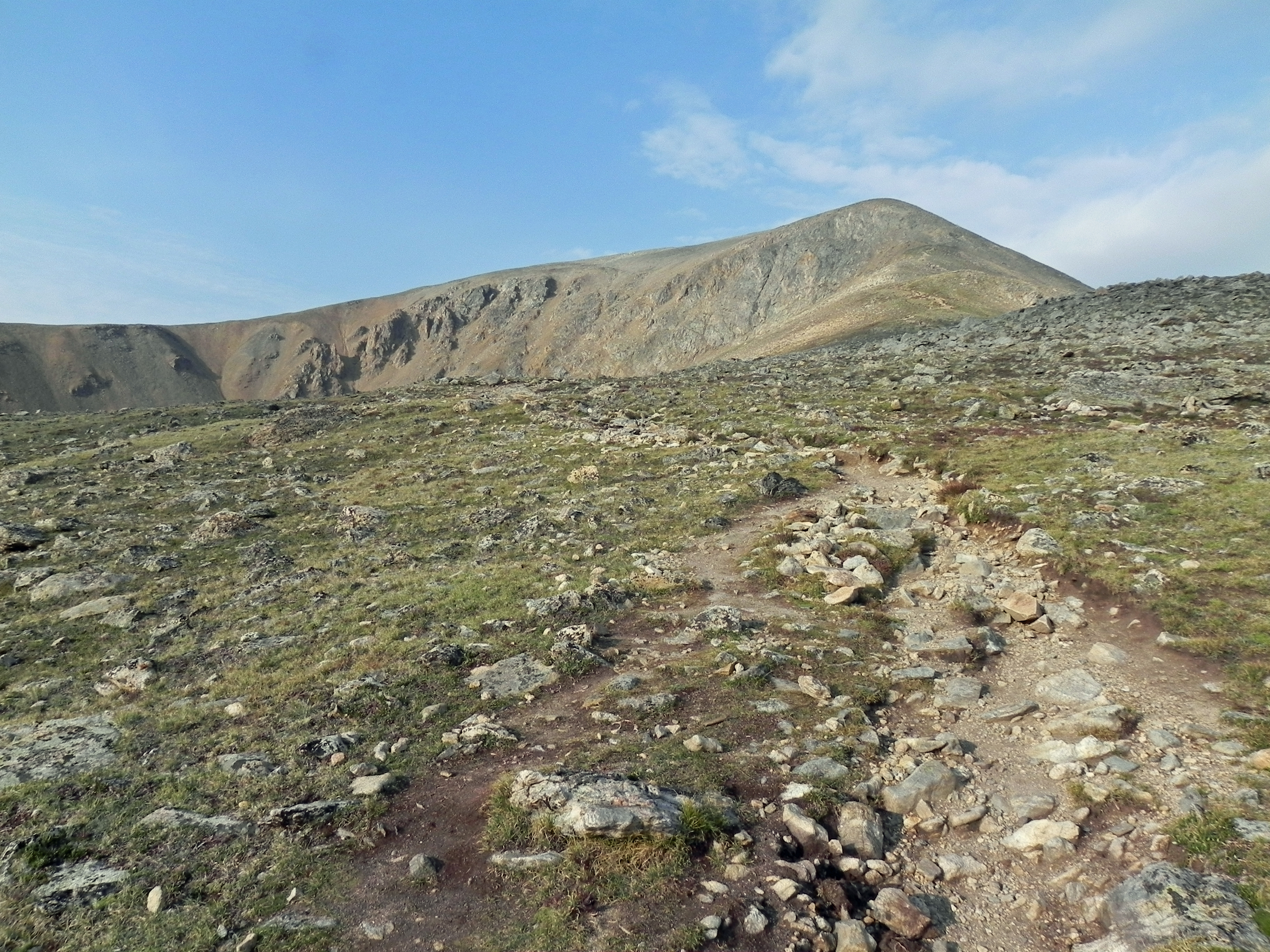
Mount Elbert ze severní cesty
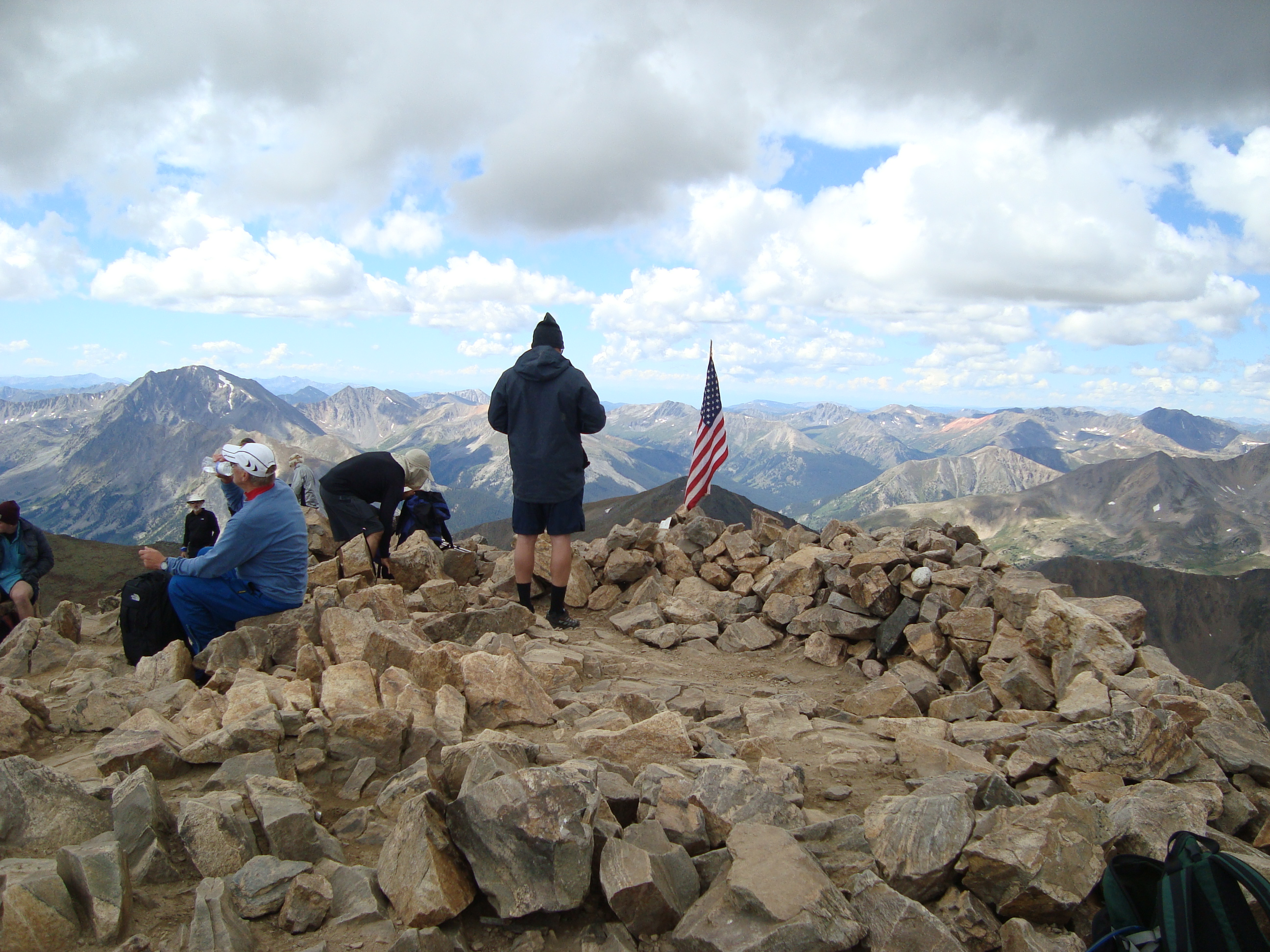
Vrchol hory
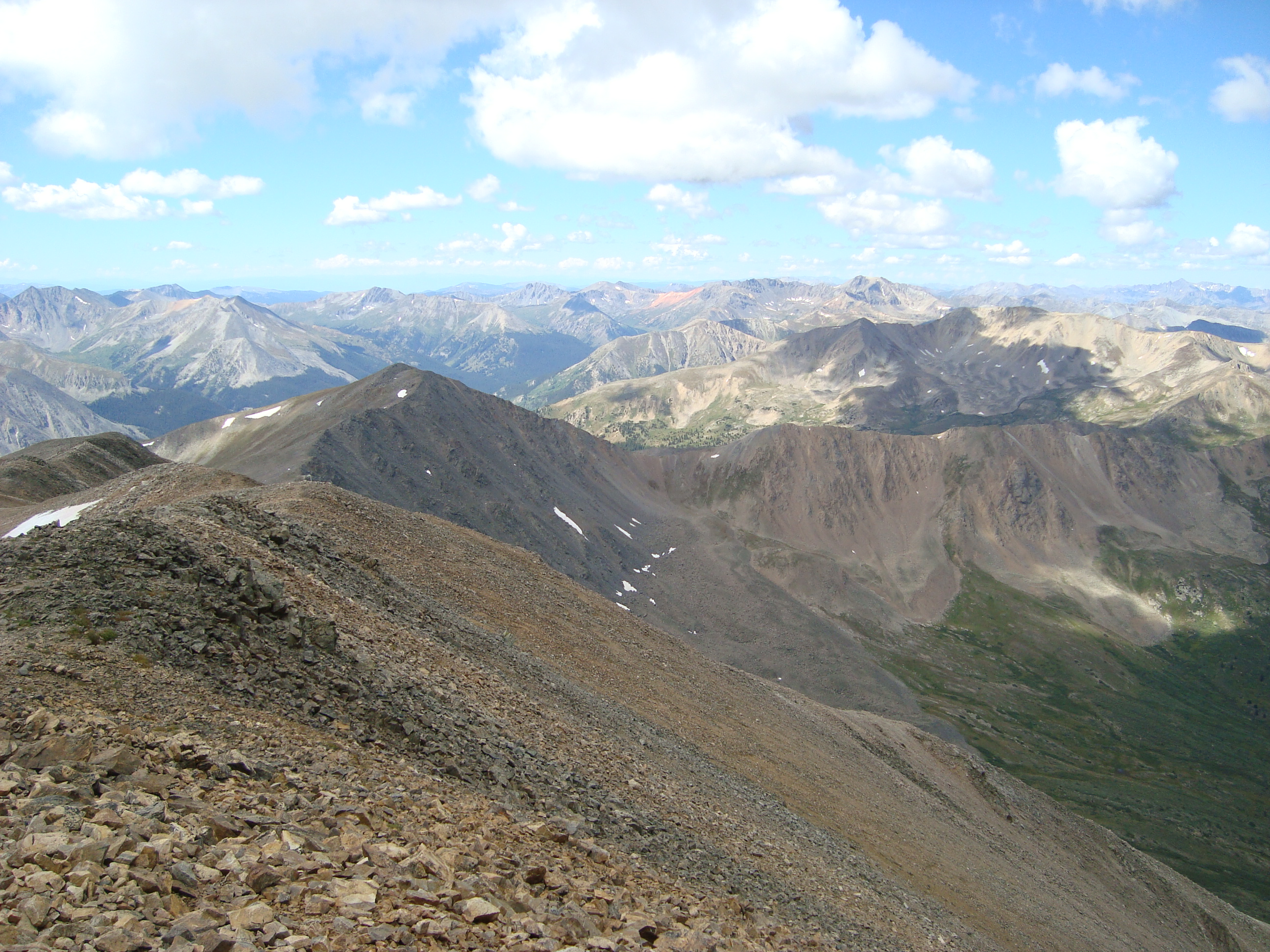
Pohled z vrcholu hory na západ